# Muzea we Wrocławiu

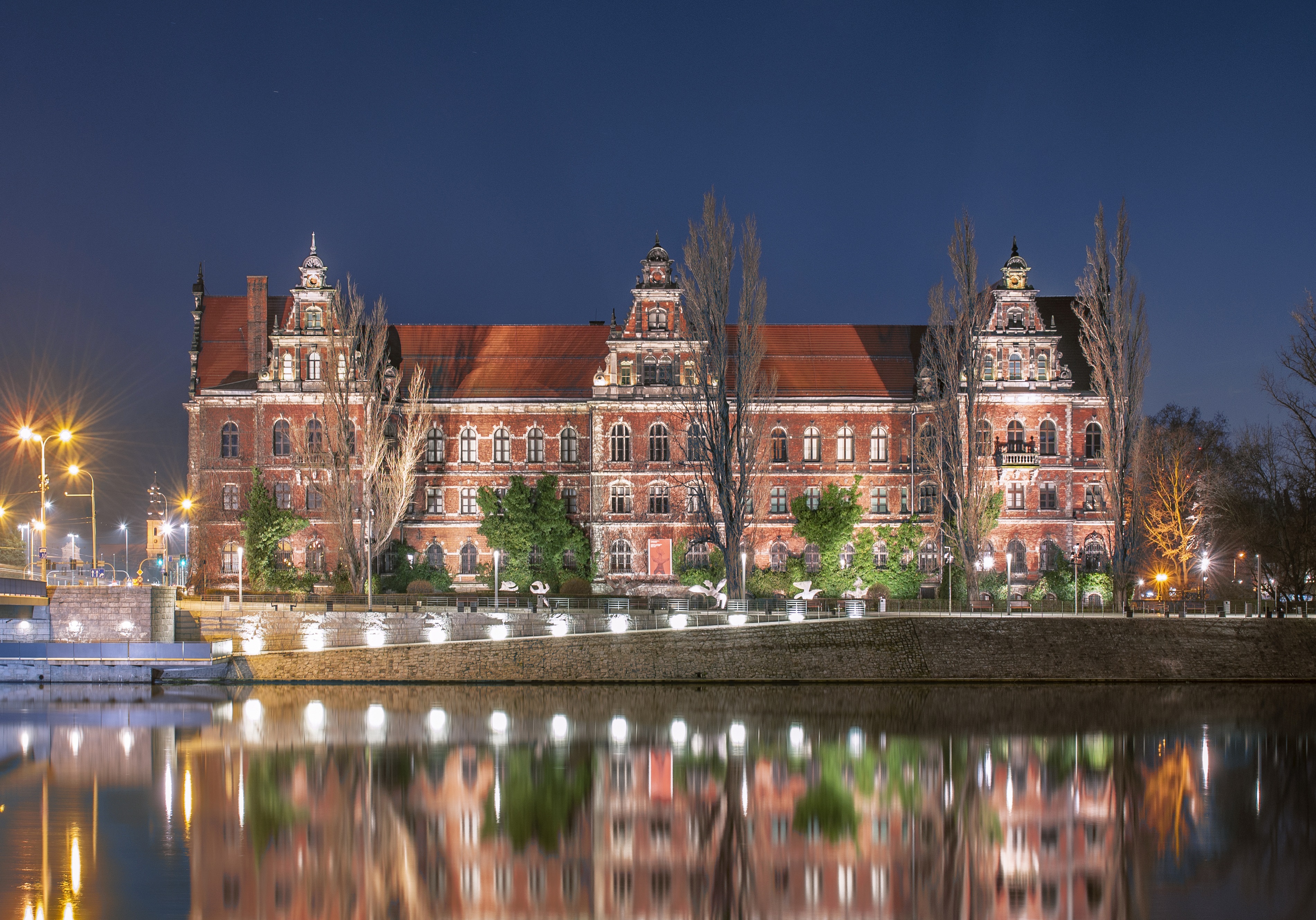
Muzeum Narodowe we Wrocławiu

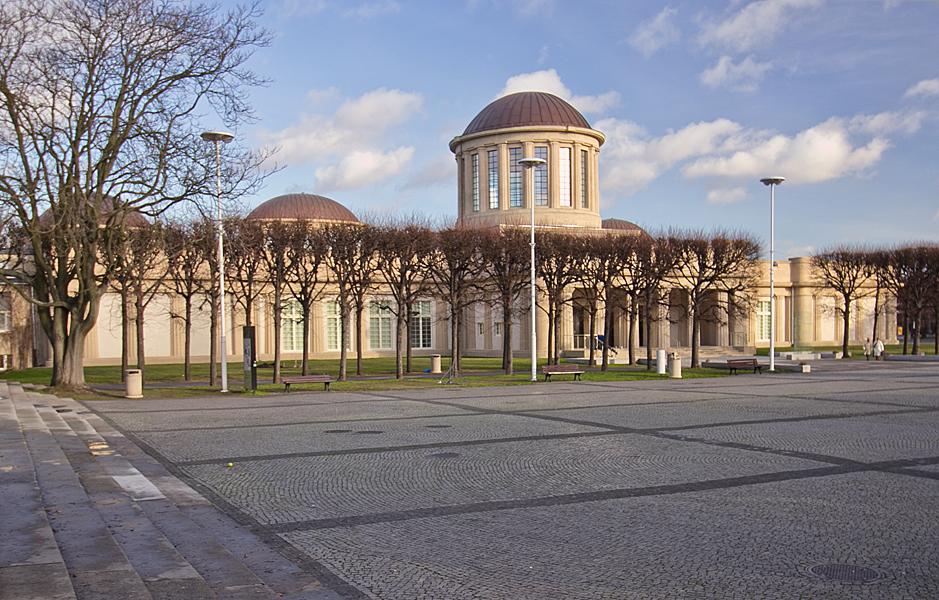
Pawilon Czterech Kopuł

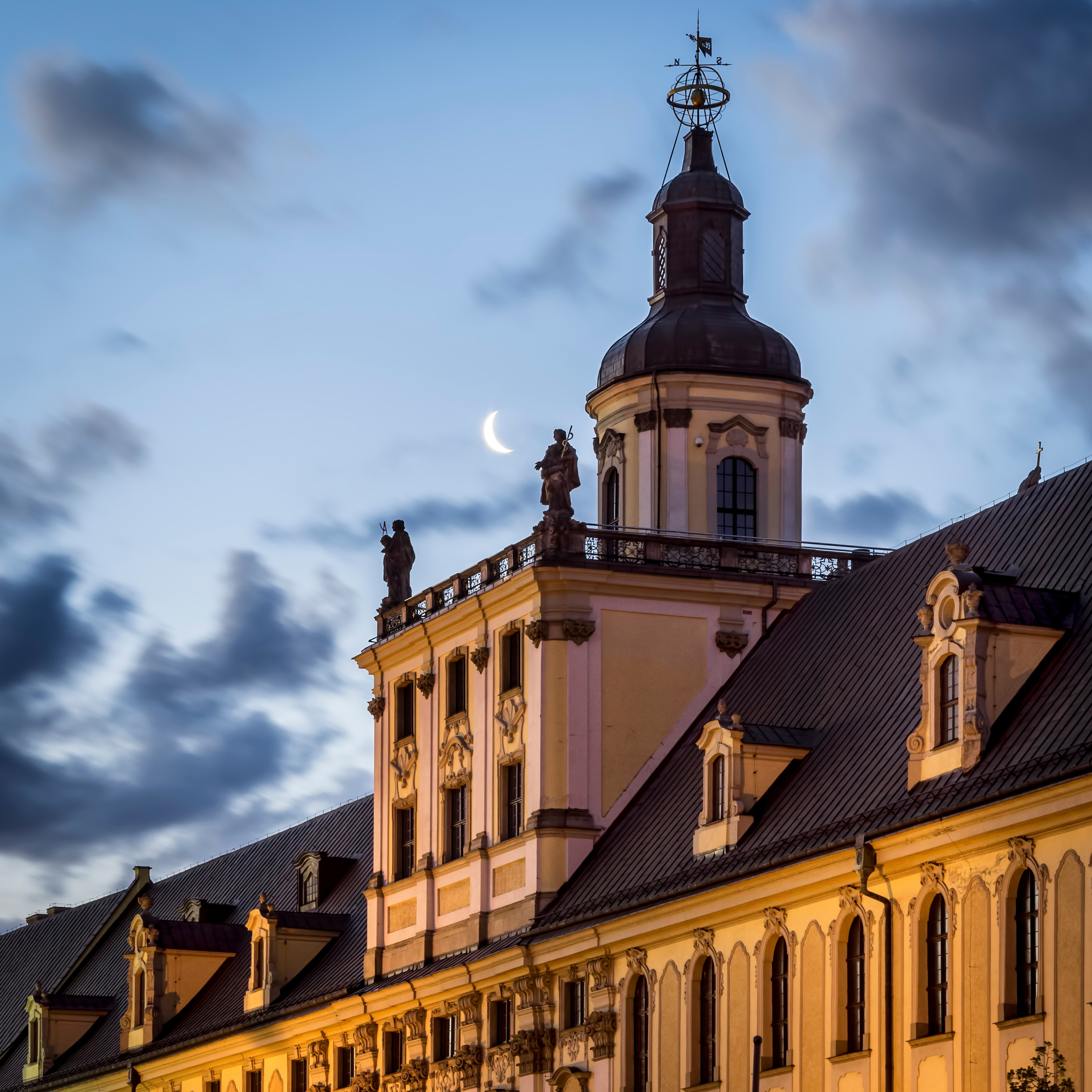
Muzeum Uniwersytetu Wrocławskiego

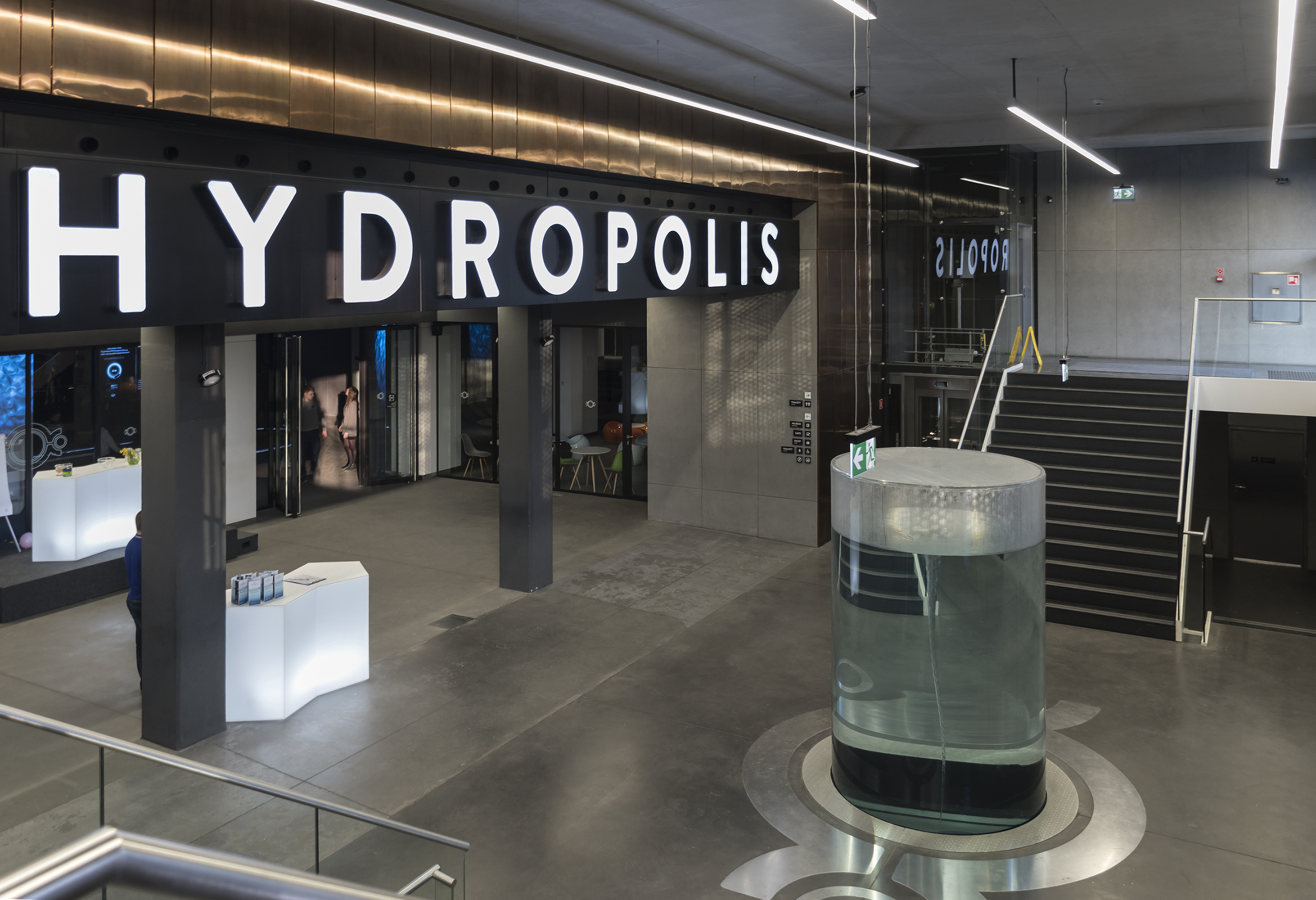
Hydropolis

Muzea we Wrocławiu – na terenie Wrocławia funkcjonuje kilkanaście muzeów oraz placówek o charakterze muzealnym.

## Muzea rejestrowane
Do muzeów wpisanych do Państwowego Rejestru Muzeów, prowadzonego przez ministra właściwego do spraw kultury i ochrony dziedzictwa narodowego, zgodnie z art. 13 ustawy z dnia 21 listopada 1996 r. o muzeach należą:
- Muzeum Narodowe we Wrocławiu z gmachem głównym oraz oddziałami:
  - Muzeum Etnograficzne we Wrocławiu znajduje się w dawnym Pałacu Biskupów Wrocławskich przy placu Zgody.
  - Panorama Racławicka
  - Pawilon Czterech Kopuł (otwarte 27.06.2016[3]).
- Muzeum Architektury we Wrocławiu

## Lista
- Muzeum Akademii Sztuk Pięknych, jest częścią ASP we Wrocławiu przy pl. Polskim.
- Muzeum Archidiecezjalne założone w 1898 na terenie Ostrowa Tumskiego gromadzi zabytki starożytne i gotyckie, głównie z czasów piastowskiego Śląska. W zbiorach znajduje się m.in. Księga henrykowska z najstarszym zapisanym po polsku zdaniem oraz obraz Madonna pod jodłami.
- Muzeum Człowieka znajduje się w budynku Katedry Antropologii Uniwersytetu Wrocławskiego i posiada zbiory jeszcze z czasów przedwojennych.
- Muzeum Farmacji
- Muzeum Geologiczne
- Muzeum Książąt Lubomirskich
- Muzeum Miejskie Wrocławia  z oddziałami:
  - Muzeum Archeologiczne, w swoich zbiorach posiada części Skarbu zakrzowskiego oraz Skarbu kotowickiego.
  - Muzeum Militariów
  - Muzeum Sztuki Cmentarnej obejmuje teren Starego Cmentarza Żydowskiego przy ul. Ślężnej.
  - Muzeum Sztuki Medalierskiej założony w 1964 oddział Muzeum Miejskiego. Jako jedyne w Polsce gromadzi zbiory z zakresu medalierstwa i falerystyki.
  - Muzeum Historyczne we Wrocławiu
  - Muzeum Teatru w pałacu królewskim (planowanie otwarcie 29 marca 2017 r.)[4]
- Centrum Historii Zajezdnia (otwarte 16.09.2016)[5][6][7].
- Muzeum Mineralogiczne
- Muzeum „Pana Tadeusza” w Kamienicy Pod Złotym Słońcem (od 2016, w zbiorach znajdzie się m.in. oryginalny rękopis Pana Tadeusza).
- Muzeum Poczty i Telekomunikacji jest jedyną tego typu placówką w Polsce i prezentuje unikalne zbiory poczty polskiej od XVI w.
- Muzeum Politechniki Wrocławskiej
- Muzeum Przyrodnicze powstało w 1814 i znajduje się na terenie Ogrodu Botanicznego
- Muzeum Radia Wrocław
- Otwarte Muzeum Odry
- Muzeum Współczesne Wrocław mieszczące się w bunkrze na placu Strzegomskim.
- Muzeum Uniwersytetu Wrocławskiego ukazuje historię uczelni od 1702 do czasów współczesnych, mieści się w gmachu głównym Uniwersytetu Wrocławskiego.

## Inne placówki o charakterze muzealnym
- Hydropolis – stała wystawa edukacyjna poświęcona wodzie (otwarte 05.12.2015).
- Muzeum Gry i Komputery Minionej Ery
- Kolejkowo – makieta kolejowa pokazująca ciekawe miejsca we Wrocławiu[8].
- Mauzoleum Piastów Śląskich we Wrocławiu mieści się w kościele św. Klary i św. Jadwigi i posiada m.in. urnę z sercem księżniczki Karoliny, ostatniej Piastówny z 1707.

## Placówki nieistniejące
- Dom Neisserów
- Miejskie Muzeum Szkolne
- Śląskie Muzeum Sztuk Pięknych
- Śląskie Muzeum Rzemiosła Artystycznego i Starożytności
- Muzeum Zamkowe
- Muzeum Żydowskie